# Поселение Иерусалим
«Поселение Иерусалим», «Жребий Иерусалима» или «Иерусалимов удел» (англ. Jerusalem's Lot) — рассказ американского писателя Стивена Кинга, впервые опубликованный в 1978 году в сборнике «Ночная смена».

## Стиль и место действия
Рассказ «Поселение Иерусалим» написан в эпистолярном ключе. Действие происходит в вымышленной деревне Причер Корнерс (англ. Preacher's Corners); штат Мэн, в 1850 году. Рассказ представлен как набор писем и записей в дневнике, в основном принадлежащих главному герою, аристократу Чарльзу Буну (англ. Charles Boone), хотя его слуга, Кальвин Маккен (англ. Calvin McCann), иногда также выступает в роли рассказчика. Иерусалимов удел — это вымышленный город в произведениях Стивена Кинга. Запретная книга «De Vermis Mysteris» — это вымышленная книга из творчества Роберта Блоха. Сюжет имеет множество отсылок к творчеству Говарда Филлипса Лавкрафта.

## Сюжет
Сюжет включает две основных линии.
Первая, относящаяся к 1850 году, описывает, как вдовец Чарльз Бун и его секретарь Кэлвин после смерти жены Буна переезжают в родовое поместье Чепелуэйт, находящееся в часе езды от деревни Причер Корнерс. Постепенно, в связи с таинственными событиями, происходящими в поместье, Чарльз узнает о жутком брошенном городе Жребий Иерусалима, находящемся в лесу недалеко от его поместья, и о связи этого города с ним и историей его семьи.
Вторая, относящаяся к 1789 году, содержится в записной книжке Роберта Буна, предка Чарльза, и повествует о событиях, произошедших в Жребии Иерусалима.

## Связь с другими произведениями Кинга
Этот рассказ выступает приквелом к роману «Жребий», и также связан с «На посошок», который, в свою очередь, является сиквелом их обоих, и также входит в сборник «Ночная смена».. Оба рассказа позднее вошли в изданное в 2005 году иллюстрированное издание «Жребия». «Дети кукурузы» также описывает заброшенный город, повреждённую церковь и поклонение злу. Поселение Иерусалим также упоминается в «Волках Кальи», пятой книге цикла «Тёмная Башня», как место, где Приятель находит то, что, как он позже думает, ищет Роланд на пути в Калью. Слуга Чарльза Буна, Кальвин МакКен (англ. Calvin McCann), носит такую же фамилию, как и Джимми МакКэн (англ. Jimmy McCann), персонаж другого рассказа Кинга «Корпорация „Бросайте курить“», который также входит в сборник «Ночная смена».

## Связь с произведениями Лавкрафта
Рассказ имеет сходства c романом «Случай Чарльза Декстера Варда» и рассказом «Заброшенный дом»  Говарда Филлипса Лавкрафта. В рассказе «Заброшенный дом» появляется гигантского размера вампир, который телепатически воздействует и питается жизненной силой горожан, чьи многочисленные смерти в результате малокровия называют эпидемией. В рассказе «Крысы в стенах» герой изучает историю магического культа и у него развиваются галлюцинации звуков крыс за стенами. Так же, как и в произведении Лавкрафта, по ночам Чарльз Бун и его слуга слышат шум в стенах и думают, что его издают крысы. Главным божеством в рассказе Кинга выступает Йог-Сотот, чьё имя называет Чарльз Вард в романе «Случай Чарльза Декстера Варда». Однако стоит заметить, что Кинг написал не Йог-Сотот, а Йогсоггот. Запретной книгой здесь выступает «De Vermis Mysteris», из творчества Роберта Блоха, чье название на латинском придумал Лавкрафт в повести «За гранью времён». Городок Данвич (в «Стране Лавкрафта»), вблизи Дин-Корнерс, где стоит белая часовня и появляются козодои описаны в рассказе «Ужас Данвича». Лавкрафт описывает штат Массачусетс, а Стивен Кинг,  — штат Мэн.

## Экранизации, постановки или аранжировки
Рассказ «Поселение Иерусалим» был адаптирован художником Гленном Шэдбурном  для сборника комиксов «Министр Грёз» (англ. The Secretary of Dreams), сюжет которых основывается на коротких историях Кинга, изданных Cemetery Dance в декабре 2006 года.
В августе 2021 года состоялась премьера телесериала «Чепелуэйт», снятого по мотивам рассказа.